# As Thiam
Pour les articles homonymes, voir Thiam.
As Thiam est un cinéaste sénégalais, également scénariste, producteur et consultant en communication.

## Biographie
Né au Sénégal, As Thiam vit en France.
Il a exercé le métier d'instituteur pendant une vingtaine d'années et réalisé de nombreux documentaires, notamment pour la télévision scolaire. Il a en particulier collaboré à la promotion de l'enseignement en langues nationales, telles que le wolof.
À travers l'histoire d'un couple d'aveugles, Le Sifflet (2004), son premier film de fiction, est une sorte de conte philosophique sur les relations entre homme-femme et l'exercice du pouvoir.
Ce court métrage a remporté de nombreuses récompenses, telles que le Prix du Public au Festival Plein Sud de Cozes, la Mention spéciale du Jury des Jeunes "Mondialita", au Festival du Cinéma africain de Milan, le Tanit de bronze aux Journées cinématographiques de Carthage ou encore une Mention spéciale du Jury au Festival panafricain du cinéma et de la télévision de Ouagadougou (FESPACO).
Thiam meurt à Paris le 17 avril 2018.

## Filmographie
- 1994-1995 : Jeux et jouets des enfants africains
- 1996 : L'édition en Afrique
- 1997 : Léopold Senghor, de la négritude à l'universel
- 1997-1998 : Tranches de ville
- 1998 : Lettre à Senghor
- 1999 : Rapper, c'est gagné
- 1999 : Quarante ans de cinéma africain
- 2000 : Les Femmes dans le cinéma africain
- 2004 : Le Sifflet (court métrage de fiction, 23 min)[2]